# Copa Panamericana de Voleibol Masculino Sub-21 de 2017
La III Copa Panamericana de Voleibol Masculino Sub-21 se celebró del 16 al 21 de mayo de 2017 en Canadá. El torneo contó con la participación de 5 selecciones nacionales de la NORCECA y 2 de la Confederación Sudamericana de Voleibol

## Resultados

### Fase preliminar
– Clasificados a las semifinales. 
     – Clasificados a los cuartos de final.
     – Pasan a disputar la clasificación del 5.º al 8.º lugar.

#### Grupo A
| Pos. | Equipo      | Partidos | Partidos | Partidos | Pts. | Sets | Sets | Sets  | Puntos | Puntos | Puntos |
| Pos. | Equipo      | PJ       | PG       | PP       | Pts. | SG   | SP   | Ratio | PG     | PP     | Ratio  |
| ---- | ----------- | -------- | -------- | -------- | ---- | ---- | ---- | ----- | ------ | ------ | ------ |
| 1    | Cuba        | 2        | 2        | 0        | 10   | 6    | 0    | MAX   | 150    | 90     | 1.666  |
| 2    | Puerto Rico | 2        | 1        | 1        | 4    | 3    | 4    | 0.750 | 145    | 143    | 1.013  |
| 3    | Chile       | 2        | 0        | 2        | 1    | 1    | 6    | 0.166 | 111    | 173    | 0.641  |

| Fecha      | Hora  | Equipo 1    | Res.  | Equipo 2    | Set 1 | Set 2 | Set 3 | Set 4 | Set 5 | Total   | Reporte |
| ---------- | ----- | ----------- | ----- | ----------- | ----- | ----- | ----- | ----- | ----- | ------- | ------- |
| 16 de mayo | 12:00 | Cuba        | 3 – 0 | Chile       | 25-11 | 25-17 | 25-15 |       |       | 75 – 43 | P2 P3   |
| 17 de mayo | 16:00 | Chile       | 1 – 3 | Puerto Rico | 25-23 | 12-25 | 21-25 | 10-25 |       | 68 – 98 | P2 P3   |
| 18 de mayo | 16:00 | Puerto Rico | 0 – 3 | Cuba        | 15-25 | 12-25 | 20-25 |       |       | 47 – 75 | P2 P3   |

#### Grupo B
| Pos. | Equipo    | Partidos | Partidos | Partidos | Pts. | Sets | Sets | Sets  | Puntos | Puntos | Puntos |
| Pos. | Equipo    | PJ       | PG       | PP       | Pts. | SG   | SP   | Ratio | PG     | PP     | Ratio  |
| ---- | --------- | -------- | -------- | -------- | ---- | ---- | ---- | ----- | ------ | ------ | ------ |
| 1    | Brasil    | 3        | 3        | 0        | 14   | 9    | 1    | 9.000 | 246    | 143    | 1.720  |
| 2    | Canadá    | 3        | 2        | 1        | 11   | 7    | 3    | 2.333 | 226    | 191    | 1.183  |
| 3    | Guatemala | 3        | 1        | 2        | 4    | 3    | 7    | 0.428 | 191    | 243    | 0.786  |
| 4    | Barbados  | 3        | 0        | 3        | 1    | 1    | 9    | 0.111 | 172    | 258    | 0.667  |

| Fecha      | Hora  | Equipo 1  | Res.  | Equipo 2  | Set 1 | Set 2 | Set 3 | Set 4 | Set 5 | Total    | Reporte |
| ---------- | ----- | --------- | ----- | --------- | ----- | ----- | ----- | ----- | ----- | -------- | ------- |
| 16 de mayo | 18:00 | Brasil    | 3 – 0 | Barbados  | 25-12 | 25-8  | 25-12 |       |       | 75 – 32  | P2 P3   |
| 16 de mayo | 20:00 | Canadá    | 3 – 0 | Guatemala | 25-16 | 25-17 | 25-15 |       |       | 75 – 48  | P2 P3   |
| 17 de mayo | 18:00 | Guatemala | 0 – 3 | Brasil    | 14-25 | 10-25 | 11-25 |       |       | 35 – 75  | P2 P3   |
| 17 de mayo | 20:00 | Canadá    | 3 – 0 | Barbados  | 25-14 | 25-17 | 25-16 |       |       | 75 – 47  | P2 P3   |
| 18 de mayo | 18:00 | Barbados  | 1 – 3 | Guatemala | 32-34 | 26-24 | 14-25 | 21-25 |       | 93 – 108 | P2 P3   |
| 18 de mayo | 20:00 | Canadá    | 1 – 3 | Brasil    | 17-25 | 25-21 | 20-25 | 14-25 |       | 76 – 96  | P2 P3   |

### Fase final

#### Clasificación 5.º al 7.º puesto
|  | Partido 5.º puesto | Partido 5.º puesto | Partido 5.º puesto |       |    | Partido 6.º puesto | Partido 6.º puesto | Partido 6.º puesto |  |
|  |                    |                    |                    |       |    |                    |                    |                    |  |
|  |                    |                    |                    |       |    |                    |                    |                    |  |
|  | 2A                 | Puerto Rico        | 3                  |       |    |                    |                    |                    |  |
|  | 2A                 | Puerto Rico        | 3                  |       |    |                    |                    |                    |  |
|  | 3A                 | Chile              | 0                  |       |    |                    |                    |                    |  |
|  | 3A                 | Chile              | 0                  |       | 4B | Barbados           | 0                  |                    |  |
|  |                    |                    |                    |       | 4B | Barbados           | 0                  |                    |  |
|  |                    |                    | 3A                 | Chile | 3  |                    |                    |                    |  |
|  |                    |                    | 3A                 | Chile | 3  |                    |                    |                    |  |
|  |                    |                    |                    |       |    |                    |                    |                    |  |
|  |                    |                    |                    |       |    |                    |                    |                    |  |
|  |                    |                    |                    |       |    |                    |                    |                    |  |
|  |                    |                    |                    |       |    |                    |                    |                    |  |

##### Partido por el 5.º puesto
| Fecha      | Hora  | Equipo 1    | Res.  | Equipo 2 | Set 1 | Set 2 | Set 3 | Set 4 | Set 5 | Total   | Reporte |
| ---------- | ----- | ----------- | ----- | -------- | ----- | ----- | ----- | ----- | ----- | ------- | ------- |
| 20 de mayo | 16:00 | Puerto Rico | 3 – 0 | Chile    | 25-22 | 25-14 | 25-18 |       |       | 75 – 54 | P2 P3   |

##### Partido por el 6.º puesto
| Fecha      | Hora  | Equipo 1 | Res.  | Equipo 2 | Set 1 | Set 2 | Set 3 | Set 4 | Set 5 | Total   | Reporte |
| ---------- | ----- | -------- | ----- | -------- | ----- | ----- | ----- | ----- | ----- | ------- | ------- |
| 21 de mayo | 16:00 | Barbados | 0 – 3 | Chile    | 20-25 | 18-25 | 17-25 |       |       | 55 – 75 | P2 P3   |

#### Clasificación 1.º al 4.º puesto
|  | Cuartos de final | Cuartos de final | Cuartos de final |           |    | Semifinales | Semifinales | Semifinales |  |    | Final  | Final | Final     |   |  | Partido 3.er y 4.º puesto | Partido 3.er y 4.º puesto | Partido 3.er y 4.º puesto |  |
|  |                  |                  |                  |           |    |             |             |             |  |    |        |       |           |   |  |                           |                           |                           |  |
|  |                  |                  |                  |           |    |             |             |             |  |    |        |       |           |   |  |                           |                           |                           |  |
|  |                  |                  |                  |           |    |             |             |             |  |    |        |       |           |   |  |                           |                           |                           |  |
|  |                  |                  |                  |           |    |             |             |             |  |    |        |       |           |   |  |                           |                           |                           |  |
|  |                  |                  |                  |           |    |             |             |             |  |    |        |       |           |   |  |                           |                           |                           |  |
|  |                  | 1B               | Brasil           | 3         |    |             |             |             |  |    |        |       |           |   |  |                           |                           |                           |  |
|  |                  |                  |                  | 3         |    |             |             |             |  |    |        |       |           |   |  |                           |                           |                           |  |
|  |                  |                  | 3B               | Guatemala | 0  |             |             |             |  |    |        |       |           |   |  |                           |                           |                           |  |
|  | 2A               | Puerto Rico      | 3B               | Guatemala | 0  | 2           |             |             |  |    |        |       |           |   |  |                           |                           |                           |  |
|  | 2A               | Puerto Rico      |                  |           |    |             |             |             |  |    |        |       |           |   |  |                           |                           |                           |  |
|  | 3B               | Guatemala        | 3                |           |    |             |             |             |  |    |        |       |           |   |  |                           |                           |                           |  |
|  | 3B               | Guatemala        | 3                |           |    |             |             |             |  | 1B | Brasil | 3     |           |   |  |                           |                           |                           |  |
|  |                  |                  |                  |           |    |             |             |             |  | 1B | Brasil | 3     |           |   |  |                           |                           |                           |  |
|  |                  |                  | 1A               | Cuba      | 1  |             |             |             |  |    |        |       |           |   |  |                           |                           |                           |  |
|  | 2B               | Canadá           | 1A               | Cuba      | 1  | 3           |             |             |  |    |        |       |           |   |  |                           |                           |                           |  |
|  | 2B               | Canadá           |                  |           |    |             |             |             |  |    |        |       |           |   |  |                           |                           |                           |  |
|  | 3A               | Chile            | 1                |           |    |             |             |             |  |    |        |       |           |   |  |                           |                           |                           |  |
|  | 3A               | Chile            | 1                |           | 1A | Cuba        | 3           |             |  |    |        |       |           |   |  |                           |                           |                           |  |
|  |                  |                  |                  |           | 1A | Cuba        | 3           |             |  |    |        |       |           |   |  |                           |                           |                           |  |
|  |                  |                  | 2B               | Canadá    | 1  |             |             |             |  |    |        |       |           |   |  |                           |                           |                           |  |
|  |                  |                  | 2B               | Canadá    | 1  |             |             |             |  |    |        |       |           |   |  |                           |                           |                           |  |
|  |                  |                  |                  |           |    |             |             |             |  |    |        |       |           |   |  |                           |                           |                           |  |
|  |                  |                  |                  |           |    |             |             |             |  |    |        |       |           |   |  |                           |                           |                           |  |
|  |                  |                  |                  |           |    |             |             |             |  |    |        | 3B    | Guatemala | 0 |  |                           |                           |                           |  |
|  |                  |                  |                  |           |    |             |             |             |  |    |        |       |           | 0 |  |                           |                           |                           |  |
|  |                  |                  | 2B               | Canadá    | 3  |             |             |             |  |    |        |       |           |   |  |                           |                           |                           |  |
|  |                  |                  | 2B               | Canadá    | 3  |             |             |             |  |    |        |       |           |   |  |                           |                           |                           |  |
|  |                  |                  |                  |           |    |             |             |             |  |    |        |       |           |   |  |                           |                           |                           |  |
|  |                  |                  |                  |           |    |             |             |             |  |    |        |       |           |   |  |                           |                           |                           |  |
|  |                  |                  |                  |           |    |             |             |             |  |    |        |       |           |   |  |                           |                           |                           |  |
|  |                  |                  |                  |           |    |             |             |             |  |    |        |       |           |   |  |                           |                           |                           |  |
|  |                  |                  |                  |           |    |             |             |             |  |    |        |       |           |   |  |                           |                           |                           |  |
|  |                  |                  |                  |           |    |             |             |             |  |    |        |       |           |   |  |                           |                           |                           |  |
|  |                  |                  |                  |           |    |             |             |             |  |    |        |       |           |   |  |                           |                           |                           |  |
|  |                  |                  |                  |           |    |             |             |             |  |    |        |       |           |   |  |                           |                           |                           |  |
|  |                  |                  |                  |           |    |             |             |             |  |    |        |       |           |   |  |                           |                           |                           |  |
|  |                  |                  |                  |           |    |             |             |             |  |    |        |       |           |   |  |                           |                           |                           |  |
|  |                  |                  |                  |           |    |             |             |             |  |    |        |       |           |   |  |                           |                           |                           |  |
|  |                  |                  |                  |           |    |             |             |             |  |    |        |       |           |   |  |                           |                           |                           |  |
|  |                  |                  |                  |           |    |             |             |             |  |    |        |       |           |   |  |                           |                           |                           |  |
|  |                  |                  |                  |           |    |             |             |             |  |    |        |       |           |   |  |                           |                           |                           |  |
|  |                  |                  |                  |           |    |             |             |             |  |    |        |       |           |   |  |                           |                           |                           |  |
|  |                  |                  |                  |           |    |             |             |             |  |    |        |       |           |   |  |                           |                           |                           |  |
|  |                  |                  |                  |           |    |             |             |             |  |    |        |       |           |   |  |                           |                           |                           |  |
|  |                  |                  |                  |           |    |             |             |             |  |    |        |       |           |   |  |                           |                           |                           |  |
|  |                  |                  |                  |           |    |             |             |             |  |    |        |       |           |   |  |                           |                           |                           |  |
|  |                  |                  |                  |           |    |             |             |             |  |    |        |       |           |   |  |                           |                           |                           |  |
|  |                  |                  |                  |           |    |             |             |             |  |    |        |       |           |   |  |                           |                           |                           |  |
|  |                  |                  |                  |           |    |             |             |             |  |    |        |       |           |   |  |                           |                           |                           |  |

##### Cuartos de final
| Fecha      | Hora  | Equipo 1    | Res.  | Equipo 2  | Set 1 | Set 2 | Set 3 | Set 4 | Set 5 | Total    | Reporte |
| ---------- | ----- | ----------- | ----- | --------- | ----- | ----- | ----- | ----- | ----- | -------- | ------- |
| 19 de mayo | 18:00 | Puerto Rico | 2 – 3 | Guatemala | 13-25 | 25-22 | 21-25 | 25-22 | 14-16 | 98 – 110 | P2 P3   |
| 19 de mayo | 20:00 | Canadá      | 3 – 1 | Chile     | 25-15 | 25-18 | 22-25 | 25-10 |       | 97 – 68  | P2 P3   |

##### Semifinales
| Fecha      | Hora  | Equipo 1 | Res.  | Equipo 2  | Set 1 | Set 2 | Set 3 | Set 4 | Set 5 | Total   | Reporte |
| ---------- | ----- | -------- | ----- | --------- | ----- | ----- | ----- | ----- | ----- | ------- | ------- |
| 20 de mayo | 18:00 | Brasil   | 3 – 0 | Guatemala | 25-10 | 25-16 | 25-20 |       |       | 75 – 46 | P2 P3   |
| 20 de mayo | 20:00 | Cuba     | 3 – 1 | Canadá    | 19-25 | 25-22 | 25-18 | 25-19 |       | 94 – 84 | P2 P3   |

##### Partido por el3.ery 4.º puesto
| Fecha      | Hora  | Equipo 1  | Res.  | Equipo 2 | Set 1 | Set 2 | Set 3 | Set 4 | Set 5 | Total   | Reporte |
| ---------- | ----- | --------- | ----- | -------- | ----- | ----- | ----- | ----- | ----- | ------- | ------- |
| 21 de mayo | 18:00 | Guatemala | 0 – 3 | Canadá   | 15-25 | 17-25 | 19-25 |       |       | 51 – 75 | P2 P3   |

##### Final
| Fecha      | Hora  | Equipo 1 | Res.  | Equipo 2 | Set 1 | Set 2 | Set 3 | Set 4 | Set 5 | Total   | Reporte |
| ---------- | ----- | -------- | ----- | -------- | ----- | ----- | ----- | ----- | ----- | ------- | ------- |
| 21 de mayo | 20:00 | Brasil   | 3 – 1 | Cuba     | 25-23 | 17-25 | 25-18 | 25-18 |       | 92 – 84 | P2 P3   |

## Clasificación general
| Pos.              | Selección   |
| ----------------- | ----------- |
| Medalla de oro    | Brasil      |
| Medalla de plata  | Cuba        |
| Medalla de bronce | Canadá      |
| 4                 | Guatemala   |
| 5                 | Puerto Rico |
| 6                 | Chile       |
| 7                 | Barbados    |

| Brasil Campeón 2.º título |

## Premios individuales
- Jugador mas valioso[2]
  -  Victor Cardoso
- Mejor anotador
  -  Eric Loeppky
- Mejor sacador
  -  Adrián Goide
- Mejor opuesto
  -  Miguel Gutiérrez
- Mejor opuesto externo
  -  Miguel López
  -  Henrique Honorato
- Mejores bloqueadores
  -  Javier Concepción
  -  Fynn McCarthy
- Mejor líbero
  -  Lucas Lavín
- Mejor servicio
  -  Miguel Gutiérrez
- Mejor receptor
  -  Jordan Pereira
- Mejor defensor
  -  Lionnis Salazar

## Clasificados al Mundial 2017
| Bandera de Brasil | Bandera de Cuba |
| Brasil            | Cuba            |
| ----------------- | --------------- |